# UDraw Pictionary
uDraw Pictionary es un videojuego de última generación desarrollada por Page 44 Studios y publicado por THQ Inc. donde los jugadores pueden jugar con la uDraw GameTablet para la Wii de Nintendo. El juego está basado en el juego de mesa Pictionary, donde los jugadores dibujan dibujos a partir de pistas de un sujeto y sus compañeros de equipo han de adivinar qué palabras específicas de la imagen se supone que representan. Fue lanzado el 14 de noviembre de 2010 para Wii.
Diseñado como un juego multijugador o juego de sociedad para todas las edades, los jugadores pueden elegir equipos de hasta cuatro personas para jugar. La uDraw GameTablet viene con el uDraw Studio, otro videojuego basado en el arte, donde los jugadores pueden familiarizarse con la forma de la tableta y el lápiz óptico antes de jugar, así como la forma de dibujar, colorear y dibujar en la tableta. uDraw Pictionary incluye más de 3000 pistas, con pistas para adultos como Objeto, Difícil y acción; o pistas junior como “casas de animales” y “en el zoo” para jugadores jóvenes. El juego difiere un poco del clásico Pictionary, ya que el videojuegotrae más modos de juego. El modo normal del Pictionary permite a los jugadores reproducir la demostración de juego de estilo en un tablero de juego en 3D con una gran variedad de herramientas de dibujo, pinceles y colores a elegir para un dibujo animado. Pictionary Maniatiene un tablero de juego personalizado y siete modos de dibujo nuevos, incluyendo Get It Straight, Shape It Up, Rotation Frustration, One Line, Ink Limit, No Peeking y Off Hand. Free Draw permite a los jugadores utilizar las herramientas de dibujo de la uDraw GameTablet para crear figuras de arte.
uDraw Pictionary ha recibido generalmente buenas críticas. Cuando THQ previsualizó Pictionary en el Gamescom2010, encuestados señalaron que el modo adicional del juego "hace cosas locas como limitar la cantidad de tinta que tiene disponible para dibujar, gira la imagen mientras se dibuja o te hace dibujar sin levantar el lápiz de la tableta, por nombrar sólo algunos. Esto agrega una frescura a la experiencia Pictionary que está obligado a ir bien con la familia y los amigos."

## Jugabilidad
Diseñado como un juego multijugador o juego de sociedad para todas las edades, los jugadores pueden elegir equipos de hasta cuatro personas para jugar. El uDraw GameTablet viene con el uDraw Studio, otro videojuego de arte, donde los jugadores pueden familiarizarse con la forma de la tableta y el lápiz antes de jugar, así como la forma de dibujar, colorear y dibujar en la tableta.
Para jugar, los usuarios lanzan los dados colocando el lápiz en la tableta y avanzan a través de los espacios en el tablero de juego. Los jugadores sacan pistas y hacen que sus compañeros adivinen lo que es la imagen dentro del marco de tiempo de 60 segundos. El objetivo del juego es ser el primer equipo en llegar a la última casilla del tablero.
uDraw Pictionary incluye más de 3000 pistas, con pistas para adultos como Objeto, Difícil y acción; o pistas junior como “casas de animales” y “en el zoo” para jugadores jóvenes. El juego difiere un poco del clásico Pictionary, ya que el videojuegotrae más modos de juego. El modo normal del Pictionary permite a los jugadores reproducir la demostración de juego de estilo en un tablero de juego en 3D con una gran variedad de herramientas de dibujo, pinceles y colores a elegir para un dibujo animado. Pictionary Maniatiene un tablero de juego personalizado y siete modos de dibujo nuevos, incluyendo Get It Straight, Shape It Up, Rotation Frustration, One Line, Ink Limit, No Peeking y Off Hand. Free Draw permite a los jugadores utilizar las herramientas de dibujo de la uDraw GameTablet para crear figuras de arte.

## Recepción
uDraw Pictionary ha recibido generalmente buenas críticas. Cuando THQ previsualizó Pictionary en el Gamescom2010, encuestados señalaron que el modo adicional del juego "hace cosas locas como limitar la cantidad de tinta que tiene disponible para dibujar, gira la imagen mientras se dibuja o te hace dibujar sin levantar el lápiz de la tableta, por nombrar sólo algunos. Esto agrega una frescura a la experiencia Pictionary que está obligado a ir bien con la familia y los amigos." Críticos de videojuegos notificaron en Joystiq que "la versión uDraw hace que el juego sea mucho más difícil, y sin duda más divertido." IGN dijo que Pictionary fue "diseñado para una atmósfera familiar" haciéndolo el "juego de grupo" entre los juegos diseñador para uDraw GameTablet. USA Today escribió que Pictionary podría ser "el mejor título, y potencialmente el más popular, para uDraw.”